# Covington (Louisiane)
Pour les articles homonymes, voir Covington.
La ville de Covington est le siège de la paroisse de Saint-Tammany, dans l’État de Louisiane, aux États-Unis. Sa population s’élevait à 8 765 habitants lors du recensement de 2010, estimée à 10 416 habitants en 2017.

## Histoire

### L’ouragan Katrina
Bien que l'ouragan Katrina ait touché terre près de Slidell, Covington était suffisamment élevée pour échapper à l'onde de tempête massive, mais la ville a subi les dégâts du vent dévastateur. Après la tempête, Covington, avec le reste de la rive nord du lac Pontchartrain, a connu une explosion démographique due à l'arrivée de nombreux anciens habitants de la zone de La Nouvelle-Orléans, forcés de se déplacer hors de leurs maisons ravagées par la tempête.

## Démographie
| Groupe            | Covington | Louisiane | États-Unis |
| ----------------- | --------- | --------- | ---------- |
| Blancs            | 77,8      | 62,7      | 72,4       |
| Afro-Américains   | 19,0      | 32,0      | 12,6       |
| Métis             | 1,3       | 1,6       | 2,9        |
| Autres            | 0,9       | 1,6       | 6,4        |
| Asiatiques        | 0,6       | 1,6       | 4,8        |
| Amérindiens       | 0,4       | 0,7       | 0,9        |
| Total             | 100       | 100       | 100        |
|                   |           |           |            |
| Latino-Américains | 3,7       | 4,3       | 16,7       |

Selon l'American Community Survey, pour la période 2011-2015, 93,77 % de la population âgée de plus de 5 ans déclare parler anglais à la maison, alors que 3,49 % déclare parler l'espagnol, 1,16 % une langue chinoise, 0,71 % le français et 0,87 % une autre langue.
| Indicateur                             | Covington | États-Unis |
| -------------------------------------- | --------- | ---------- |
| Personnes de moins de 5 ans            | 7,5 %     | 6,1 %      |
| Personnes de moins de 18 ans           | 20,6 %    | 22,6 %     |
| Personnes de plus de 65 ans            | 13,9 %    | 15,6 %     |
| Femmes                                 | 47,7 %    | 50,8 %     |
| Personnes par foyer                    | 2,43      | 2,64       |
| Vétérans                               | 4,5 %     | 8,0 %      |
| Personnes nées étrangères à l'étranger | 3,8 %     | 13,2 %     |
| Personnes sans assurance maladie       | 14,4 %    | 10,2 %     |
| Personnes avec un handicap             | 13,9 %    | 8,6 %      |
| Revenus annuels                        | 27 706 $  | 29 829 $   |
| Personnes sous le seuil de pauvreté    | 16,0 %    | 12,3 %     |
| Diplômés du lycée                      | 82,8 %    | 87,0 %     |
| Diplômés de l'université               | 34,2 %    | 30,3 %     |